# Chojno Nowe (gromada)
Chojno Nowe (od 30 VI 1961 Chojeniec) – dawna gromada, czyli najmniejsza jednostka podziału terytorialnego Polskiej Rzeczypospolitej Ludowej w latach 1954–1972.
Gromady, z gromadzkimi radami narodowymi (GRN) jako organami władzy najniższego stopnia na wsi, funkcjonowały od reformy reorganizującej administrację wiejską przeprowadzonej jesienią 1954 do momentu ich zniesienia z dniem 1 stycznia 1973, tym samym wypierając organizację gminną w latach 1954–1972.
Gromadę Chojno Nowe z siedzibą GRN w Chojnie Nowym utworzono – jako jedną z 8759 gromad na obszarze Polski – w powiecie chełmskim w woj. lubelskim na mocy uchwały nr 7 WRN w Lublinie z dnia 5 października 1954. W skład jednostki weszły obszary dotychczasowych gromad Chojno Nowe I, Chojno Nowe II i Romanówka ze zniesionej gminy Siedliszcze w tymże powiecie. Dla gromady ustalono 13 członków gromadzkiej rady narodowej.
1 stycznia 1958 do gromady Chojno Nowe włączono wieś Wojciechów ze znoszonej gromady Dorohucza w tymże powiecie.
1 stycznia 1960 do gromady Chojno Nowe włączono obszar zniesionej gromady Wola Korybutowa w tymże powiecie.
1 lipca 1961 gromadę Chojno Nowe zniesiono przez przeniesienie siedziby GRN z Chojna Nowego do Chojeńca i zmianę nazwy jednostki na gromada Chojeniec.